# 중위
중위(中尉/육군, 공군, 해병대 : First Lieutenant/해군, 해안경비대 : Lieutenant Junior Grade)는 군대 계급 중 하나이다. 
보통 소위하고 마찬가지로 소대장을 담당하지만 차이점이 있다면 중위는 소위와는 달리 정규부대의 중대장과 학군단이나 사관학교의 훈육관을 담당할 수 있다는 점이다. 
소위가 중대장을 담당할 수 있는 부대는 향토사단 정도에 불과하다.
- 육군 : 부중대장
- 해군 : 고속정의 부장 / 부정장(副艇長)
- 공군 : 
  - 정비 : 초급정비장교.
  - 조종 : 편대원 및 훈련, 학생 조종사.

## 계급장
대한민국 국군 계급장

| 위관 (尉官) |             | 육군 (포제 정장) | 육군 (포제 견장) | 육군 (금속제) | 해군 | 해병대 | 공군 |
| 위관 (尉官) | 중위 (中尉) |                  |                  |               |      |        |      |

## 각 국의 호칭
- 대한민국 국군, 중국 인민해방군, 조선인민군 : 중위
- 미군
  - 육군, 해병대, 공군, 우주군 : First Lieutenant
  - 해군, 해안경비대 : Lieutenant Junior Grade
- 일본 자위대
  - 육상자위대 : 이등육위(二等陸尉)→니토오 리쿠이
  - 해상자위대 : 이등해위(二等海尉)→니토오 카이이
  - 항공자위대 : 이등공위(二等空尉)→니토오 쿠우이
- 독일 연방군
  - 육군, 공군 : 중위(Oberleutnant)→오베르 로이트난트
  -  해군 : 중위(Oberleutnant zur See)→오베르 로이트난트 주어 시

## 대중매체의 가상의 중위
- DC 코믹스 - 에타 캔디
- 케로로 중사 - 가루루
- 에이리언 - 엘런 리플리
- 블리치 - 아바라이 렌지

## 같이 보기
- 군대 계급